# Shubenacadie River
Der Shubenacadie River ist ein Fluss in der kanadischen Provinz Nova Scotia.

## Flusslauf
Der Shubenacadie River bildet den Abfluss des Shubenacadie Grand Lake – 30 km nördlich von Halifax. Er mäandriert in nördlicher Richtung an Enfield und Shubenacadie vorbei und mündet bei Maitland in die Cobequid Bay, die den Nordteil des Minas-Beckens darstellt. In den unteren 30 km des Flusslaufs machen sich die Gezeiten bemerkbar. Zweimal am Tag strömt eine bis zu 3 m hohe Gezeitenwelle flussaufwärts. 
Lokale Tourismusunternehmen bieten Rafting- und Bootstouren auf dem Gezeitenfluss an. 
Nebenflüsse sind Nine Mile River von links, sowie St. Andrews River und Stewiacke River von rechts. Der Shubenacadie River hat eine Länge von 72 km. Der Shubenacadie Canal führt vom Hafen von Halifax zum Shubenacadie Grand Lake. 